# 巴基斯坦褶囊海鯰
巴基斯坦褶囊海鯰為輻鰭魚綱鯰形目海鯰科的其中一種，分布於印度西太平洋區，從巴基斯坦至印尼海域，棲息深度10-50公尺，體長可達40公分，棲息在沿海、河口區，屬肉食性，以無脊椎動物為食，可做為食用魚。

## 擴展閱讀
維基物種上的相關：巴基斯坦褶囊海鯰